# Нестерка (мультфильм)
«Нестерка» — мультипликационный фильм Евгения Ларченко, выпущенный в 1980 году киностудией Беларусьфильм.

## История
Мультфильм снят на киностудии «Беларусьфильм» в 1980 году. Режиссёр Евгений Ларченко и сценарист Олег Белоусов обратились к пьесе белорусского драматурга Виталия Вольского (Зейделя), впервые опубликованной в 1940 году. Мультфильм стал звеном в ряду кинематографических воплощений популярного фольклорного персонажа, который начат художественным фильмом «Нестерка» Александра Зархи, поставленным по той же пьесе Виталия Вольского, а впоследствии продолжен целой серией белорусских мультфильмов 2000—2010-х годов («Як Несцерка клад знайшоў» 2004 года и др.).

## Сюжет
Главный герой мультфильма — персонаж белорусского фольклора Нестерка. Балагур и весельчак Нестерка не унывает, попадая в различные ситуации («Я Нестерка, у меня детей шестерко…»).
Мультфильм получил благожелательные отзывы критики. Киноведы отмечали, что «в поисках новых тем мультипликаторы обратились к духовной культуре белорусского народа», приводя в пример мультфильм «Нестерка».

## Съёмочная группа
| Режиссёр-постановщик | Евгений Ларченко                           |
| Автор сценария       | Олег Белоусов, Виталий Вольский            |
| Оператор-постановщик | Михаил Комов                               |
| Художник-постановщик | Евгений Ларченко, П. Ларченко              |
| Мультипликаторы      | Виктор Довнар, Наталия Лось, Анна Лысятова |
| Изготовление кукол   | П. Гусев, О. Масаинов                      |
| Композитор           | Евгений Глебов                             |
| Звукооператор        | Сендэр Шухман                              |
| Монтаж               | И. Волкова, Н. Волчек                      |
| Ассистент режиссёра  | Л. Лукашенко                               |
| Ассистент художника  | Т. Михалюта                                |
| Редактор             | Олег Белоусов                              |
| Директор             | Леонарда Зубенко                           |